# Джейкоб Далтон
Джейкоб Далтон  (англ. Jacob Dalton; нар. 19 серпня 1991 року) — американський гімнаст, призер чемпіонатів світу. На своєму першому чемпіонаті світу 2011 року, що проходив у Токіо здобув бронзову медаль в командній першості. На чемпіонаті світу 2013 року в Антверпені здобув срібло у вільних вправах. На чемпіонаті світу 2014 року в Наньніні здобув дві бронзові медалі: у командній першості та опорному стрибку.